# Tom Schumacher
Tom Schumacher (* 26. Februar 1987 in Düdelingen) ist ein ehemaliger luxemburgischer Basketballspieler.

## Werdegang

### Spieler
Schumacher spielte insgesamt 17 Jahre für T71 Dudelange.
2008/09 war er mit 18,5 Punkten je Begegnung der beste Korbschütze der Hochschulmannschaft des Cuesta College im US-Bundesstaat Kalifornien. Anschließend wurde im Sommer 2009 sein Wechsel an die California Baptist University vermeldet, allerdings kehrte Schumacher noch vor dem Beginn der Saison 2009/10 in sein Heimatland und zu T71 Dudelange zurück.
2010 wurde er erstmals luxemburgischer Meister. Das gelang ebenfalls 2011, 2013, 2014, 2015. Im Juni 2021 beendete er seine Spielerlaufbahn nach dem Gewinn seines sechsten Meistertitels. Schumacher und Fränk Muller, der zum selben Zeitpunkt zurücktrat, waren bei T71 Dudelange und auch am Cuesta College Mannschaftskollegen gewesen. Der T71-Vorsitzende Marcel Wagener bezeichnete beide anlässlich ihres Abschieds als „zwei Ikonen, zwei Monumente des Düdelinger Basketballs“.
Das Fachmedium Eurobasket.com zeichnete Schumacher in den Spielzeiten 2006/07, 2010/11, 2012/13, 2013/14, 2014/15, 2015/16, 2019/20 als besten einheimischen Spieler der luxemburgischen Liga aus.

### Trainer
Schon während seiner Spielerlaufbahn war er als Trainer in der T71-Jugend tätig. Im Januar 2022 sprang er als Trainer von T71s Herrenmannschaft ein. Am Ende der Saison 2021/22, in der er die Mannschaft in die Endspiele um die luxemburgische Meisterschaft geführt hatte, gab Schumacher das Amt wieder ab.

### Nationalmannschaft
Bei Europameisterschaften der kleinen Staaten gewann Schumacher mit der luxemburgischen Nationalmannschaft dreimal die Silber- und einmal die Bronzemedaille. Insgesamt bestritt er im Zeitraum 2005 bis 2018 53 Länderspiele.